# Cidaphus longicornis
Cidaphus longicornis är en stekelart som först beskrevs av Pierre L. G. Benoit 1955.  Cidaphus longicornis ingår i släktet Cidaphus och familjen brokparasitsteklar. Inga underarter finns listade i Catalogue of Life.